# Chunga burmeisteri
La chuña de patas negras o chuña patinegra (Chunga burmeisteri), es una especie de ave cariamiforme de la familia Cariamidae, la única del orden. Recibe también los nombres vulgares de seriema y pájaro serpentario (por su dieta). Es la única representante viviente del género Chunga y una de las dos únicas especies vivientes de esta familia. Su nombre común proviene del color de sus patas, importante diferencia con respecto a la otra especie de chuña: la chuña de patas rojas Cariama cristata. Su nombre científico hace referencia al naturalista, paleontólogo y zoólogo alemán Carlos Germán Burmeister que desempeñó la mayor parte de su carrera en Argentina.

## Taxonomía
Chunga burmeisteri fue descrita originalmente en el año 1860 por el médico y zoólogo alemán Gustav Hartlaub. Es la especie tipo del género Chunga. 
Está lejanamente relacionada con las avutardas e incluso hay clasificaciones que la incluyen en el orden Gruiformes.
Se piensa que ambas chuñas son las únicas descendientes de un grupo de aves carnívoras pleistocénicas muy grandes, denominadas aves del terror, de la familia extinta Phorusrhacidae.[cita requerida]

## Características
Cuenta con una longitud de 57 cm. Su color general es grisáceo, más pálido en la parte ventral y más oscuro en el dorso. El cuello y la cola son largos; esta última, junto con las alas, le brinda ayuda como estabilizador al correr y maniobrar entre los arbustos bajos. Su pico es similar en su forma al de las gallinas, fuerte y algo ganchudo. Exhibe ojos grandes con notables pestañas. Sus patas son negras, largas y fuertes. Solo las redondeadas alas son cortas, reflejando su estilo de vida. Ambas especies de chuñas tienen una segunda garra extensible que pueden alzar del suelo; aunque se parece a la garra en forma de hoz del velociraptor y sus parientes, no se encorva lo suficiente como para ser un arma real.
La especie no posee subespecies.

## Distribución
Se distribuye desde el oeste del Paraguay y el sudeste de Bolivia, a través de toda el área chaqueña argentina (siempre al oeste del eje fluvial del río Paraguay - río Paraná), hasta el noreste de Mendoza y los bosques de caldén del norte de La Pampa.

## Hábitat
Es una especie característica de formaciones de tipo chaqueñas, tanto en arbustales bajos, como en sabanas y quebrachales o bosques altos. También habita los bosques del chaco árido y parte del espinal periestépico. Prefiere los lugares áridos, por ello avanza más que su congénere en los bolsones preandinos, siendo especialmente abundante en el Parque nacional Talampaya, en La Rioja, donde, gracias a la protección brindada por el área protegida, se pasean entre los visitantes, buscando que estos les arrojen comida.

## Comportamiento
Vive en grupos, siendo bastante arborícola, descansando generalmente sobre árboles. Para subir a un árbol prefiere hacerlo a grandes saltos. Normalmente camina por el suelo buscando alimento, y siempre prefiere correr a volar, pues a toda carrera es más rápido que un ser humano, con velocidades de hasta 25 km/h. 
Posee una voz típica compuesta por fuertes gritos, la cual es característica de esta especie, permitiéndole detectar aún sin necesidad de ser observada, y a su vez es bien distinta a la de la otra especie de chuña; la emite preferentemente al atardecer y al amanecer. Suele cantar en dúos, tríos, o cuartetos.

## Alimentación
Se alimenta de grandes insectos y arañas, pichones y huevos de aves, pequeños mamíferos, serpientes y lagartos. Caza en el suelo, ocupando el mismo nicho que el secretario africano. Incorpora en su dieta muy escasa materia vegetal.

## Nidificación
Nidifica en la primavera austral (septiembre u octubre según la latitud). El nido es emplazado en árboles bajos, preferentemente en una gran horqueta. Es una plataforma de ramitas secas entrelazadas, solo tapizado por algo de barro y hojas. La postura es de 2 a 3 huevos de color blanco lustroso, salpicados de pardo. Ante el peligro, saltan del nido en lugar de volar desde él. Tanto el macho como la hembra son los encargados de la incubación, la que dura unos 29 días. Los pichones son nidícolas, aunque abandonan el nido al poco tiempo.